# Lento (gruppo musicale)
Lento è una band italiana ambient sludge metal formata nella primavera del 2004 a Ostia, zona marittima di Roma.
Nel corso della loro carriera hanno pubblicato 4 album full-length, 2 split e 1 live album.

## Storia

### Inizio: dalla formazione a Earthen (2004-2007)
La band nasce inizialmente come un quartetto strumentale formato da Lorenzo Stecconi alla chitarra, Giuseppe Caputo alla chitarra, Emanuele Massa al basso e Federico Colella alla batteria. Nel 2004 produce il suo primo demo EP chiamato "Painting the hangars".
Subito dopo il gruppo sente la necessità di ampliare l'organico e nel 2005 entra in formazione alla terza chitarra Donato Loia, che rimarrà nella band per i prossimi 3 full length album. Da quel momento i Lento si chiudono in studio per trovare il proprio suono e la propria identità musicale.
Ci sono voluti 3 anni per gettare le basi musicali per il primo album vero e proprio, Earthen, pubblicato dall'etichetta Supernatural Cat a novembre 2007.

### Supernatural Cat, Supernaturals: Record One e Earthen (2007-2010)
Nel 2006 i Lento vengono contattati dall'etichetta Supernatural Cat, estensione musicale del collettivo grafico di poster art Malleus Rock Art Lab e già casa base della band Ufomammut. Ed è così che nei primi mesi del 2007 le due band si riuniscono in studio a Roma e danno vita a Supernaturals: Record One, con una impressionante formazione con 4 chitarre, basso, batteria, voce e synth.
Ne esce fuori un disco molto variegato tra doom, industrial e soprattutto psichedelia che verrà pubblicato a Giugno 2007 sempre per l'etichetta Supernatural Cat.
A Novembre 2007 invece esce il loro primo full-length Earthen, distribuito da Relapse records in USA e sempre edito da Supernatural Cat.
Earthen riceve una grande quantità di entusiastiche recensioni, che porta la band ad affermarsi in breve termine e a cominciare a calcare palchi in giro per l'Europa.
Tra il 2007 e il 2010 i Lento effettuano diversi tour in Europa e in Italia, spesso di spalla ai compagni di etichetta Ufomammut, proponendo a volte anche con una formazione allargata alcuni brani di Supernaturals.

### Denovali era: Icon, Live Recording 8.10.11 e Anxiety, Despair,Languish (2010-2014)
Nel 2010 cominciano i lavori per la scrittura del secondo album Icon. Nel 2011 Giuseppe Caputo lascia la band, subito dopo aver registrato Icon ed aver realizzato la sua veste grafica. Il gruppo decide di continuare come quartetto con la formazione a due chitarre, basso e batteria.
Icon segna anche un cambio di etichetta: il disco esce il 15 aprile 2011 per l'etichetta tedesca Denovali records. Anche il secondo disco ottiene ottimi risultati sulla stampa e la band accelera la sua attività live, proprio di quel periodo è infatti Live recording 8.10.11, registrazione di un live della band all'Ex Mattatoio di Perugia dell'Ottobre 2011, sempre edito su Denovali.
La band è molto produttiva in questo periodo e infatti il loro terzo album Anxiety Despair Languish esce subito dopo nell'autunno 2012. Il disco presenta delle sonorità molto più aperte e più arrangiate in senso classico del termine, infatti torna ad essere in sede live un quintetto con l'aiuto prima di Paolo Tornitore e poi di Ivano Mandola ai sintetizzatori e campionatori.
Subito dopo il terzo disco, i Lento fanno uscire anche un EP split con i Tons, band torinese ed edito dall'etichetta Heavy Psych Sounds nel 2013.

### Trio: Fourth, Consouling Sounds (2015-2019)
Dopo essere quasi arrivati allo scioglimento e dopo un lungo silenzio, la band decide di continuare come trio e nel Dicembre 2015 comincia a presentarsi dal vivo con la nuova formazione a 3.
A Ottobre 2017, dopo quasi due anni di gestazione esce il loro quarto lavoro semplicemente intitolato Fourth ed edito dall'etichetta belga Consouling Sounds. La band riprende l'attività live ai vecchi regimi, grazie anche all'aiuto di Gregorio Luciani (ex Concrete, Comrades, Si non sedes is) al basso in sede live.

## Stile Musicale
La band è stata influenzata negli anni da una grande quantità di band come Swans, Neurosis e Godspeed You! Black Emperor.
Si sono sempre auto definiti una band dualistica, capace di passare senza problemi dall'ambient più profondo al metal più estremo.
"I Lento sono le Desert session del rock del futuro. Sono la reincarnazione di Ligeti nel mondo del post tutto. Sono una pressione cerebrale insostenibile."

## Formazione

### Formazione attuale
- Lorenzo Stecconi - chitarra, produzione
- Federico Colella - batteria, percussioni
- Emanuele Massa - basso

### Ex componenti
- Giuseppe Caputo - chitarra (2004-2010)
- Donato Loia - chitarra (2005-2014)
- Paolo Tornitore - sintetizzatori, sampler (live member 2012-2013)
- Ivano Mandola - sintetizzatori, sampler (live member 2014)
- Gregorio Luciani - basso (live member 2018-2019)

## Discografia

### Album in studio
- 2007 - Earthen
- 2011 - Icon
- 2012 - Anxiety Despair Languish
- 2017 - Fourth

Album live
- 2012 - Live Recording 8.10.11

### Eps e Compilations
- 2007 - Supernaturals: Record One con Ufomammut
- 2013 - Lento/Tons split EP con Tons